# ݞ
Ġayn trois points suscrits vers le bas ‹ ݝ › est une lettre additionnelle de l’alphabet arabe proposée durant des ateliers organisés par l’Isesco dans les années 1980. Elle est composée d’un ġayn ‹ غ › diacrité de trois points suscrits en triangle pointant vers le bas au lieu d’un point suscrit. Elle n’est pas à confondre avec le ġayn trois points suscrits ‹ ڠ ›.

## Utilisation
Cette lettre a été proposée, durant des ateliers organisés par l’Isesco dans les années 1980, pour transcrire une consonne occlusive vélaire voisée labialisée /ɡʷ/ dans l’écriture du zarma-songhoy, transcrite avec un digramme gw ‹ gw › dans l’alphabet latin.